# Rhysodesmus restans
Rhysodesmus restans är en mångfotingart som beskrevs av Hoffman 1998. Rhysodesmus restans ingår i släktet Rhysodesmus och familjen Xystodesmidae. Inga underarter finns listade i Catalogue of Life.